# Condado de Jawor
Nota linguística: Não confundir hrabstwo (condado) com powiat (divisão administrativa)..
Jawor (polaco: powiat jaworski) é um powiat (condado) da Polónia, na voivodia de Baixa Silésia. A sede é a cidade de Jawor. Estende-se por uma área de 581,25 km², com 52 279 habitantes, segundo os censos de 2005, com uma densidade 89,94 hab/km².

## Divisões admistrativas
O condado possui:
Comunas urbanas: Jawor
Comunas urbana-rurais: Bolków
Comunas rurais: Męcinka, Mściwojów, Paszowice, Wądroże Wielkie
Cidades: Jawor, Bolków

## Demografia
População (dados de 30 de Junho de 2005):
|          | Total   | Total | Mulheres | Mulheres | Homens  | Homens |
| -------- | ------- | ----- | -------- | -------- | ------- | ------ |
|          | pessoas | %     | pessoas  | %        | pessoas | %      |
| Total    | 52 279  | 100   | 26 704   | 51,1     | 25 575  | 48,9   |
| Cidades  | 29 858  | 100   | 15 476   | 51,8     | 14 382  | 48,2   |
| Povoados | 22 421  | 100   | 11 228   | 50,1     | 11 193  | 49,9   |